# Moose Wilson Road
Moose Wilson Road – jednostka osadnicza w Stanach Zjednoczonych, w stanie Wyoming, w hrabstwie Teton.